# Vlastimil Kročil
Vlastimil Kročil, né à Brno (Tchécoslovaquie) le 10 mai 1961, est un prélat tchèque, évêque de České Budějovice.

## Biographie
Vlastimil Kročil est évêque de České Budějovice depuis 2015.

### Article lié
- Diocèse de České Budějovice